# 小五義
小五義及續小五義乃是清朝光緒年间口耳相傳的評書內容，為三俠五義的續作，原創作者有石玉昆、佚名兩種說法，「小五義」指的五鼠後人，鑽天鼠盧方之子粉面子都盧珍、徹地鼠韓彰義子霹靂鬼韓天錦、穿山鼠徐慶之子山西雁徐良、錦毛鼠白玉堂的姪兒玉面專諸白芸生和「小俠」艾虎五人，全書環繞在群俠於忠協助平定藩王作亂、於義懲治為惡盜匪兩大主題。

## 内容簡介
小五義及續小五義延續三俠五義背景，故事主線集中在破解勾結西夏造反的襄陽王所設種種陰謀（如尋回被盜走的顏查散官印、大破銅網陣等）以及討伐為他所用的各地盜匪進而瓦解其勢力，（如策反君山寨主鍾雄、剷除郭家營、東方家族、朝天嶺盜匪等），故事中間還穿插了飛賊白菊花竊取皇帝衣冠，群俠奉命追捕的支線。內容包羅萬象，比如各式寶刀寶劍的來歷、暗器短打、機關陣法（銅網陣、藏珍樓），並由討伐盜賊的械鬥衍生至大規模的國家作戰。書中的五義多已成家，但是錦毛鼠白玉堂為探襄陽王府之機密，中了王府中的銅網陣，遭萬箭創身而亡，由其姪子白芸生代叔為國效命。

## 主要人物

### 七俠和五義
- ｢北俠｣歐陽春

於破銅網陣後出家，但被宋仁宗敕令於開封府附近的護國寺修道，與｢黑妖狐｣智化是至交。武器為一把七星寶刀，後趕赴至陷空島救助盧方，擲棍欲擊殺反賊時，不慎誤擊殺｢小諸葛｣沈仲元。
- ｢南俠｣｢御貓｣展昭

人稱南俠，為御前四品帶刀護衛，因其身手靈活，仁宗皇帝欽賜御貓稱號。
- 「奇俠」｢黑妖狐｣智化

十分有謀略，曾设计盗取九龙珍珠冠栽赃马朝贤，又曾诈降君山的钟雄。
- ｢雙俠｣丁兆蘭、丁兆惠

展昭的內兄，於陷空島發生危機時率先發現，並放出信鴿請蔣平先回來坐鎮。
- ｢隱俠｣「小諸葛」沈仲元

是七俠中年紀次輕的，做事頗為衝動，但是善謀劃。於奪回陷空島時，因太急不慎被歐陽春擲出的禪棍重擊頭部而陣亡。
- ｢小俠｣艾虎

七俠中年紀最小，同時亦是小五義的人物，智化之徒弟，歐陽春的義子。
- 鑽天鼠盧方

｢粉面子都｣盧珍之父，於本書初期已長住陷空島。雖已過耳順之年，仍能力抗比其小一輪的白菊花等人，支撐到蔣平等人趕回來救援。
- ｢徹地鼠｣韓彰

｢霹靂鬼｣韓錦的義父，善於製作火藥及挖掘地道，徹地鼠之名因此得來。
- ｢鑽山鼠｣徐慶

｢白眉鬼｣徐良之父，善於化妝易容，武器是鐵爪(或鐵抓)。
- ｢翻江鼠｣蔣平

人稱｢蔣四爺｣、｢蔣爺｣，外號｢詐病鬼｣，五鼠中的智囊，善水，而且很有智謀，武器於本書中改為短槍。陷空島危機時接到丁家兄弟緊急傳書，趕回丁宅坐陣。
- ｢錦毛鼠｣白玉堂

｢玉面專諸｣白芸生之叔，功夫了得，五鼠中唯一不善水的人，武器為刀。於故事第三回探襄陽王府中了銅網陣，遭弩箭機括和埋伏的兵士萬箭創身而殉職，死後仍站的立挺挺，讓襄陽王府中的賊人大為驚駭。

### 朝廷
- 宋仁宗

史實皇帝，因王叔襄陽王一直蠢蠢欲動讓他不得安眠。
- 包拯

史實人物，文曲星下凡，嫉惡如仇。擔任龍圖閣大學士一職，幫助顏查散穩軍心。
- 顏查散

七俠五義和包公案出場時是為趕考的書生，被馮君衡陷害未果反讓其自食惡果，為該年科考狀元，娶得柳金嬋為妻(詳見包公案之｢探陰山｣段)。白玉堂之義兄。於本書中放為巡查大人，對抗襄陽王一眾。
- 王丞相

包拯好友。本名為王玄齡，為虛構人物。

### 開封府相關
- 公孫策

開封府的師爺兼參政，是包拯的左右手，在小五義中與白玉堂一起隨隨顏查散到襄陽調查襄陽王。
- 王朝、馬漢、張龍、趙虎

四大知名捕快，雖有年紀但尚能智擒奸賊等。

### 小五義
- ｢玉面專諸｣白芸生

白玉堂的姪子，故事初期上開封府欲投靠白玉堂，於某茶店被冒失的韓天錦潑了一頭茶。得知白玉堂殉職之後，於開封府落戶。武器是短槍與與之後在藏珍樓得到的魚腸劍，對決賊人時以槍格擋，以劍突刺。
- ｢粉面子都｣盧珍

盧方之子，師承其父及白玉堂，故亦會水。因遺傳其母之長相，所以長相標誌清秀，其幼年時常被韓彰取笑說：｢汝父為一臉橫肉大老粗，怎生得如此標誌的孩兒！｣武器是短戟，他的妻子是展昭的姪女展小霞（展昭的大哥展輝之女）。
- ｢霹靂鬼｣韓天錦

韓彰的義子，外表魁梧，長相略憨厚老實，其力大是其標誌，武器是淬棒。
- ｢小俠｣艾虎

見｢七俠｣說明
- ｢山西雁｣徐良

徐慶之子，别号山西雁、多臂人熊，白眉大侠 。特徵是兩道白色倒八字劍眉和白面，故徐慶每次見到他都暗中搖頭。師承云中鹤魏真 金睛好斗梅良祖，善於化裝與易容術，於劇情中曾裝成｢日遊神｣和｢夜遊神｣驚嚇賊人女眷。武器是金丝大环刀，青龙剑，但更善於暗器。其暗器为墨玉飞蝗石，袖箭，斤镖，颈背低头花桩弩 百发百中。

### 其他正派人士
- 馮淵，原為襄陽王手下，群俠破銅網陣時投降，成為北俠歐陽春的徒弟，與徐良常常鬥嘴。
- 魏真，外號雲中鶴，徐良的師父，柳青跟沈仲元的師兄，師承於九頭獅子甘茂，擁有雌雄寶劍中的雄劍皤虹。
- 柳青，外号白面判官，陕西人氏，掌中一把鬼头刀，与白玉堂私交甚好，于白玉堂死后重新出山。
- 沙龍，外號鐵臂熊，居住在臥虎溝，他的女兒沙鳳仙是艾虎的未婚妻，但後來沙鳳仙卻在不知情的情況下，拿歐陽春留下的玉珮在黑店替艾虎定下甘蘭娘。

### 襄陽王府相關人士
- 趙玨
- 鎮八方王官雷英
- 黃面狼朱英
- 金鞭將盛子川
- 三手將曹德玉
- 賽玄壇崔平
- 小靈官周通

### 君山
鐘雄

### 東方家族
- ｢伏地君王｣ 东方亮
- ｢太岁坊｣   东方明
- ｢紫面天王｣东方清

### 白菊花一行人
- ｢白菊花｣ 晏飞
- ｢白莲花｣ 晏风
- ｢小美人｣ 尉迟善
- ｢小韩信｣ 张大连
- ｢桃花仙子｣ 纪小泉
- ｢小粉蝶｣ 田环
- ｢小蜻蜓｣ 张春

## 作者爭議
光緒16年（1890年）的善成堂刻印版中，署名文光樓主人的序寫明作者為石玉昆，但胡適指出小五義和三俠五義內容前後不一，且小五義出版乃石玉昆去世十多年後的事情，但接續者為誰，具體已不可考。